# Anapagurus levis
Anapagurus levis är en kräftdjursart. Anapagurus levis ingår i släktet Anapagurus och familjen eremitkräftor. Inga underarter finns listade i Catalogue of Life.